# Nepeta wilsonii
Nepeta wilsonii là một loài thực vật có hoa trong họ Hoa môi. Loài này được Duthie mô tả khoa học đầu tiên năm 1906.